# Трегуб, Николай Иванович
Никола́й Ива́нович Трегу́б (Тригу́б) (20 марта 1943, Михайловка, Киевская область — 23 марта 1984, Киев) — украинский художник-новатор, яркий представитель постмодернизма на Украине, развивавшегося в неофициальном искусстве СССР. В советское время пребывал в андеграунде, получив признание только после смерти.

## Биография
Родился во время Второй мировой войны. Отец погиб на фронте, не увидев сына, мать работала в колхозе. Родители матери и её четверо братьев и сестер умерли от голодомора. Жили очень бедно. Но благодаря заботе матери, Николай рано начал рисовать, осознав себя художником.
Подростком выехал в Киев к тётушке Ганне, благодаря ей закончил Киевское ремесленное училище № 16 в 1962. Мечтая стать художником, занимался самообразованием, учился в изостудии при заводе «Большевик» у Григория Хусида. Участвовал в немногочисленных выставках художников андеграунда. Некоторое время работал грузчиком и декоратором на киностудии им. Довженко (вместе со своим другом). Потом он работал художником в Институте археологии (1975—1984), мастерски выполняя зарисовки во время раскопок, что также давало ему богатый материал для творчества. В 1984 году покончил с собой, перед этим уничтожив часть своих работ и раздав долги.
Дважды был женат, оставил двух сыновей: Владимира и Мирослава.

## Творчество
Был организатором группы художников «New Bent» (в которой, кроме Вудона Баклицкого, участвовал Владимир Борозенец, вскоре отделившийся от них). Название группы Н.Тригуб взял как производное от группы голландских художников XVII века «Бент», представлявших оппозицию тогдашнему академизму, по прочтении книги: Б. Р. Виппер. Очерки голландской живописи эпохи расцвета. М.,1962, что по смыслу соответствует английскому «New Band». В 1960-х они втроём устраивали выставки в стенах пустующего кирпичного завода, куда приходило немало зрителей.
В 1977 году принимал участие в выставке неформального объединения «Рух». Официальных выставок не было, приходилось показывать работы в квартирах киевской интеллигенции или в заброшенных помещениях.
Своё пребывание в андеграунде Николай переживал мучительно, как и всю ненормальность времен застоя. «Я стал всего-навсего… художником этой ужасной поры, нищенки этой… Проклятая действительность, размытость граней и забитые родники… Создались все условия для гибели украинской живописи», — писал художник в одном из писем в 1976 году. Он мечтал о свободном, политически незаангажированном искусстве и своим трудом доказал, что оно возможно в любых условиях. Доказал ценой своей жизни, преждевременно прервав её в марте 1984 года, не выдержав противостояния с «жуткой эпохой» тоталитаризма.
Духовной поддержкой Трегуба были «захалявные» книги (скрываемые в то время) любимых украинских поэтов Е.Плужника, М.Зерова, В.Симоненко и др. Творческая манера художника строилась спонтанно и ассоциативно, подчиняясь только выразительности внутреннего состояния мастера, словно музыка или поэзия. Впечатление от увиденного (лица, церкви, деревья, цветы и т. п.) Н.Трегуб компоновал с линейно-цветовыми (абстрактными) средствами выразительности. Иногда считал необходимым вмонтировать в работу буквы — строки стихов или загадочный нерасшифрованный набор литер, похожих на популярные тогда аббревиатуры. Параллельно с живописью коллажировал: приклеивал к композиции некоторые предметы, фотографии, солому и т. д. Так, фраза «Поиск потусторонних сфер» (скрытая цитата из стихотворения Е.Плужника) коллажируется вместе с церковным зданием и ритмизированными мазками краски, напоминающими структуру ткани или коврика (в серию «ковриков» входило немало интересных работ). «Ты помнишь тот путь, где проходила наша Юность?» — эти строки М. Хвылевого можно прочитать на страницах «Сиреневого цикла» (1983), одного из последних в жизни художника.
Себя и свои произведения Николай ощущал как частицу Вселенной, которая не имеет пределов и которая все видит, поэтому был честен перед собой и людьми, не признавая фальши и лжи. Многие его произведения многослойны, имеют не одну поверхность для созерцания, но и скрытую, вклеенную внутри, даже на обороте. «Оно своё скажет», — часто приговаривал художник. Картины у него не всегда прямоугольные — то изрежет на части, то придаст какую-то химерическую форму, — они были для него живыми свободными существами. Друзья рассказывают, как Мыкола всех поразил на лесной прогулке. У кого с собой был мяч, у кого — термос и еда, а у него — сумка с картинами и рисунками (в основном, на твёрдом оргалите). Художник разложил их на поляне и объяснил: «Пусть подышат, увидят солнышко».
Творческое наследие художника насчитывает более 1000 работ, живописных, графических и выполненных в смешанной технике. Он смело экспериментировал, изобретая различные приёмы, смешивая графику с живописью и объектами, он делал коллажи, инсталляции, печатал трафареты.
Большая часть работ находится за границей в частных коллекциях Великобритании, Канады, Германии, Ізраиля, а также в музеях: Американском музее в Нью-Джерси «Циммерли-арт-музеум», в запасниках Киевского Национального музея искусства Украины.